# Rauschbrand

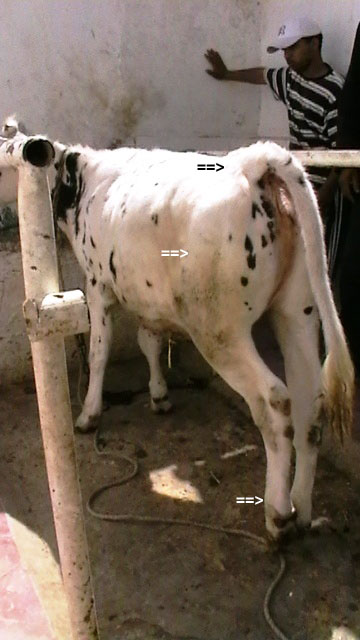
Frühe Anzeichen: Schwellung am Schenkel, ein Bein angehoben und Schwanz in der Höhe (Pfeile)

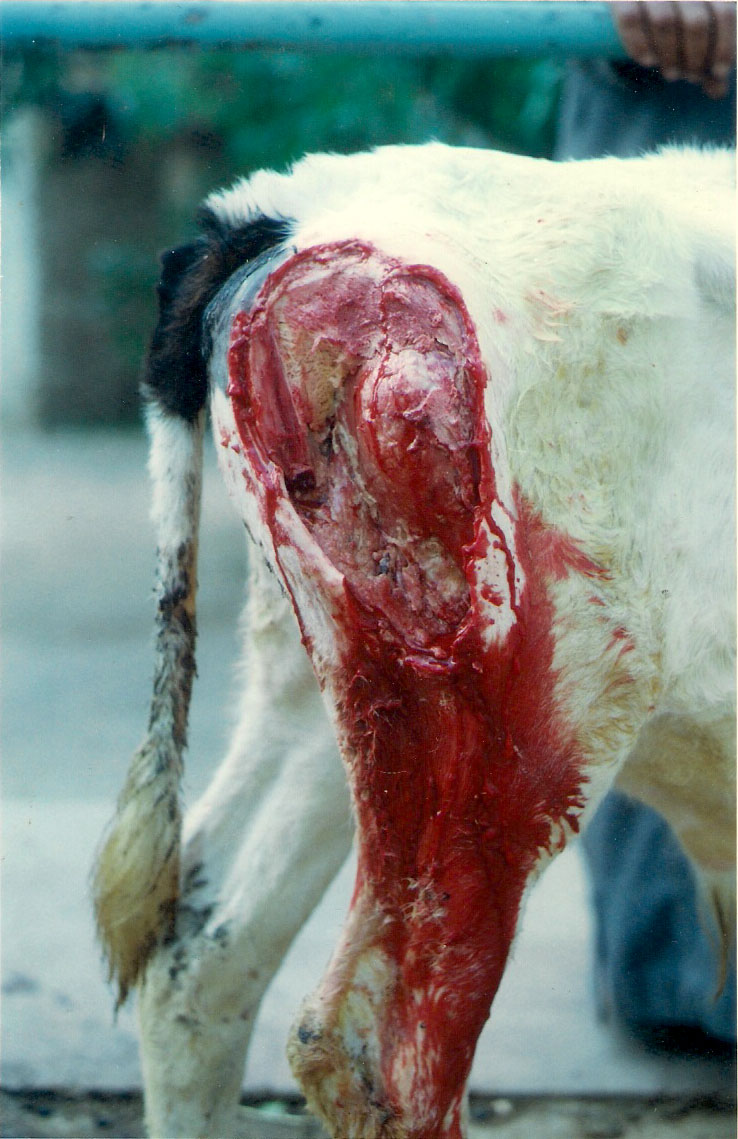
Kalb nach dem Entfernen des nekrotischen Gewebes

Rauschbrand (lateinisch Gangraena emphysematosa oder Sarcophysema haemorrhagica) ist eine nicht-ansteckende, akut und hoch fieberhaft, manchmal enzootisch verlaufende Tierseuche. Erreger der Krankheit ist das anaerobe sporenbildene Bakterium Clostridium chauvoei. Die Sporen dieses Bakteriums sind sehr widerstandsfähig gegen Umwelteinflüsse und können deshalb lange im Erdboden überleben. Typische, den Landwirten meist bekannte Rauschbrandgebiete, liegen in Niedersachsen und in manchen Tälern Oberbayerns. Auch in der Schweiz gibt es typische Rauschbrandgebiete,  in Österreich existieren Weiden und Almen die als rauschbrandgefährdet gelten.
Insbesondere Rinder, Schafe und Ziegen sind gefährdet, die Todesrate bei infizierten Tieren ist sehr hoch, sie sterben meist innerhalb eines Tages. Das Fleisch der verendeten Tiere kann nicht verwertet werden.
Die natürliche Infektionsquelle für die Ansteckung der Tiere bilden Futter oder Wasser, die mit Sporen des Rauschbranderregers kontaminiert sind, oder Wundinfektionen. Deshalb tritt eine Häufung der Fälle in den Sommermonaten mit Weidegang auf. Die Inkubationszeit beträgt 1 bis 5 Tage.
Eine Gefährdung für Menschen liegt nicht vor.

## Geschichte

### Erreger
In der Tiermedizin wurde lange nicht zwischen Rauschbrand und Milzbrand unterschieden. 1876 publizierten Johann Feser und Otto von Bollinger, dass der Rauschbrand durch einen anderen Erreger verursacht wird als der Milzbrand. 1887 konnte der Mikrobiologe Saturnin Arloing diesen Erreger identifizieren und benannte ihn nach seinem Lehrer Auguste Chauveau als Bacterium chauvoei. In der Folge entwickelte er auch den ersten Impfstoff gegen die Krankheit. 1928 erfolgte die Umbenennung nach Clostridium chauvoei durch Scott.

### Impfung
Im Kanton Bern wurden im Jahr 1895 bereits 18'107 Rinder geimpft.
Diese frühen Impfstoffe führten in seltenen Fällen zu Impfrauschbrand.
In einer Denkschrift des Reichstags von 1908 wird bereits von mehreren vorgeschlagenen Impfmethoden gesprochen.

## Pathogenese und Klinik
Die Sporen werden über Mikroläsionen des Darmepithels aus dem Futter aufgenommen. So gelangen diese lymphogen und hämatogen in die Skelettmuskulatur, wo sie auskeimen. Die Bakterien scheiden Toxine und Enzyme, die das Gewebe zerstören, aus und produzieren zudem Gas. Es entstehen sogenannte Gasödeme, die ein typisches „Knistern“ beim Palpieren zeigen. Diese sind anfänglich heiß und schmerzhaft, werden aber schnell kühl und schmerzunempfindlich. Durch die weitere Toxinausschüttung tritt dann rasch der Tod ein.

## Diagnose
Klinischer Verdacht besteht bei typischem Palpationsbefund. Der Erreger lässt sich aus Abklatschproben der veränderten Muskulatur über Immunfluoreszenztests nachweisen.

## Differentialdiagnosen
Milzbrand, Pararauschbrand

## Therapie
Im Anfangsstadium hilft eventuell noch Penicillin und das chirurgische Schaffen aerober Bedingungen. Insgesamt ist die Prognose sehr schlecht.

## Prophylaxe

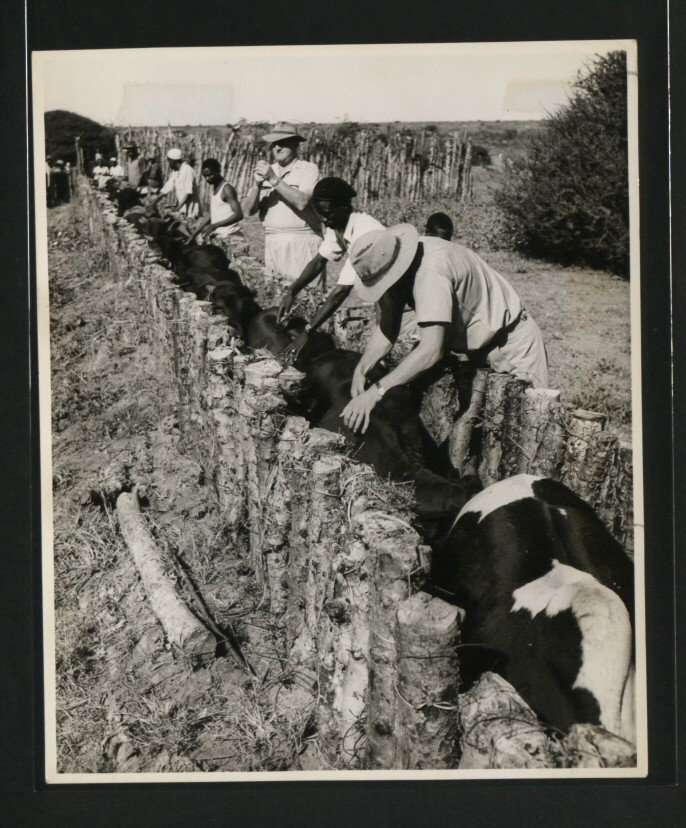
Impfung gegen Rauschbrand in Afrika

In gefährdeten Gebieten ist 1 bis 2 Monate vor dem Weideaustreib eine aktive Schutzimpfung mit einer Clostridien-Vakzine möglich. Die Wirksamkeit der Impfung wird unterschiedlich bewertet.
In Österreich ist die Gewährung von finanzieller Unterstützungen nach Verenden eines Rindes durch Rauschbrand durch das Ackerbauministerium nicht gewährt, wenn von geförderten Schutzimpfungen nicht Gebrauch gemacht wurde.

## Rechtliches
Für infizierte Rinder besteht in Deutschland Anzeigepflicht und Schlachtverbot.
Für infizierte Schafe und Ziegen besteht eine Meldepflicht.
In Österreich gilt bei Verdacht eine Anzeigepflicht.
In der Schweiz ist Rauschbrand eine zu überwachende und somit meldepflichtige Tierseuche.